# João Pinheiro (quadrinista)
João Pinheiro (São Paulo, 1981) é um quadrinista, artista visual e professor brasileiro. Com 19 anos, começou a estudar Artes Plásticas na Faculdade Paulista de Artes, passando a se dedicar ao desenho, tendo colaborado com revistas no Brasil e no exterior, como Hipnorama, Inkshot, Serafina, Rolling Stone e Bill. Também publicou quadrinhos em coletâneas independentes, como Front, Graffiti e Cavalo de Teta, esta última criada por Pinheiro em 2017 com foco em humor político.
Em 2011, Pinheiro publicou pela editora Devir a HQ biográfica Kerouac, (o título propositalmente tem uma vírgula ao final do nome) sobre o escritor Jack Kerouac. Em 2015, lançou mais um quadrinho biográfico, Burroughs, dessa vez pela editora Veneta. O livro, que também foi publicado na Turquia e na França, traz a vida do escritor William S. Burroughs.
Em 2016, Pinheiro desenvolveu, ao lado de sua esposa Sirlene Barbosa, o romance gráfico Carolina. O livro conta a história da escritora Carolina de Jesus, autora de Quarto de Despejo, desde sua infância pobre em Minas Gerais, sua vida na favela do Canindé, a fama conquistada após a publicação de seu livro e as decepções e o esquecimento que se seguiram. O roteiro e os desenhos ficaram a cargo de Pinheiro, tendo por base a pesquisa acadêmica desenvolvida por Sirlene acerca da autora. O livro foi publicado em 2016 no Brasil pela editora Veneta e, em 2019, na França pela editora Presque Lune.
Em 2017, Pinheiro lançou pela editora Criativo o livro Diário Vagulino: Desenhos das Quebradas, que traz diversas ilustrações feitas pelo artista de cenários urbanos das "quebradas" de São Paulo (forma como popularmente é chamada a periferia da cidade) realizados diretamente com caneta sobre papel. Em 2020, Pinheiro criou duas HQs digitais sobre a pandemia de COVID-19. A primeira, intitulada Pandemia na Quebrada, foi feita em coautoria com Sirlene Barbosa e publicada no blog da editora Veneta. A segunda, publicada no site do Instituto Moreira Salles, tem como título Farol de Quebrada. Ambas trazem os impactos da COVID-19 na periferia como seu principal tema.

## Premiações
Pinheiro foi indicado ao Prêmio Jabuti de melhor história em quadrinhos em 2017 por Carolina. A edição francesa do livro ganhou o prêmio especial do júri ecumênico no Festival de Angoulême em 2019. No ano seguinte, João Pinheiro e Sirlene Barbosa ganharam o Troféu HQ Mix na categoria " Relevância internacional".